# Francis Lodwick
Francis Lodwick (1619 – 1694) è stato un linguista e mercante olandese che visse a Londra. Fu uno dei pionieri nel campo delle lingue artificiali.

## Biografia
Nel 1647 pubblicò A Common Writing: Whereby two, although not understanding one the others Language, yet by the helpe thereof, may communicate their minds one to another (Una comune scrittura: Attraverso cui due, benché senza capire il linguaggio ciascuno dell'altro, possono comunicarsi a vicenda i loro pensieri).
A questo scritto fece seguito, nel 1652, la sua opera principale, The Ground-Work, Or Foundation Laid (or so intended) For the Framing of a New Perfect Language (Il Fondamento, Ovvero la fondazione gettata (o così intesa) per la costruzione di una nuova lingua perfetta).
Nel 1681 fu ammesso alla Royal Society. Nel 1686 scrisse An Essay Towards an Universal Alphabet (Saggio verso un alfabeto universale).